# Attache tétine
Une attache tétine ou une attache sucette est un accessoire pratique pour éviter qu'une tétine ne tombe par terre et se salisse. 
L'attache tétine est composée de trois parties. La première partie est un clip qui se fixe sur le vêtement de l'enfant. La deuxième partie est un lien généralement en tissu qui permet de relier les deux extrémités. La troisième partie est en silicone ou en plastique souple et permet de maintenir la tétine ou la sucette à portée de main de l'enfant. Une attache tétine personnalisée permet de ne pas perdre la sucette de bébé ou que celle ci soit confondue avec celle d'un autre bébé lorsqu'il est en communauté comme à la crèche par exemple. Les normes de sécurité européenne NF EN 71-3 et NF EN 12586:2007 + A1:2011 existent pour ce type d'objets, actuellement la longueur du cordon ne doit pas excéder 22cm.

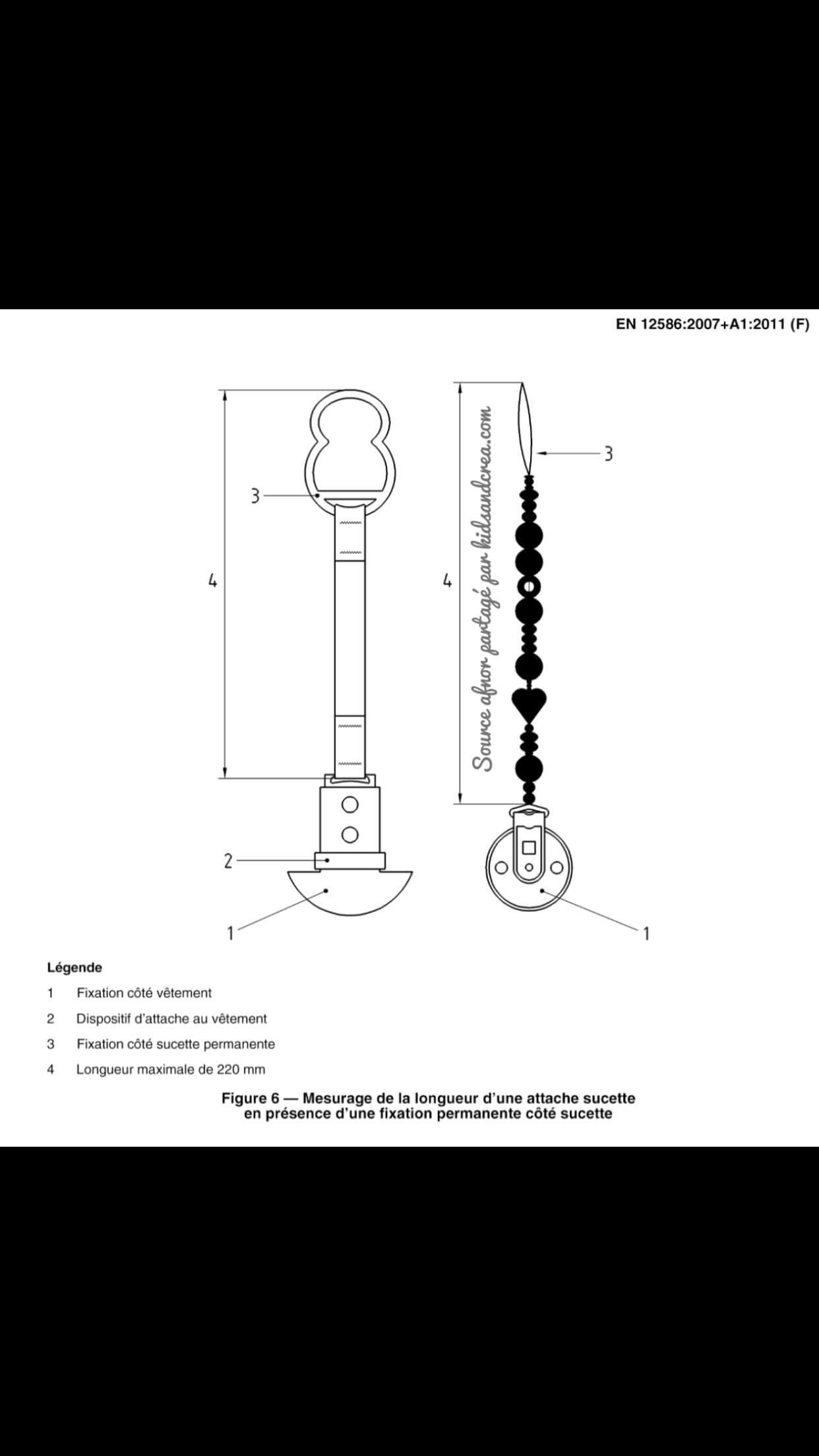
[https://www.kidsandcrea.com

L'attache-sucette est idéale pour maintenir la sucette de bébé toujours à proximité, ce qui permet au bébé d'être rassuré à tout moment. Cet accessoire très pratique pour le quotidien du bébé et hygiénique, car il évite à la sucette de tomber par terre.